# Parentia cilifoliata
Parentia cilifoliata är en tvåvingeart som först beskrevs av Octave Parent 1933.  Parentia cilifoliata ingår i släktet Parentia och familjen styltflugor. Inga underarter finns listade i Catalogue of Life.